# 라이언 게츨러프
라이언 게츨러프(영어: Ryan Getzlaf, 1985년 5월 10일 ~ )는 캐나다의 전직 아이스하키 선수로 포지션은 센터이다. 내셔널 하키 리그(NHL)의 팀인 애너하임 덕스 소속으로 뛰었으며 2010년부터 2022년까지 팀의 주장을 맡았다. 주니어 선수 시절에는 캘거리 히트멘에서 뛰면서 웨스턴 하키 리그(WHL) 올스타팀에 2번 선정되었다. 이후 2003년 NHL 드래프트에서 우선 순위 19위로 애너하임 덕스에게 지명되면서 프로 경력을 시작했으며, 팀의 프랜차이즈 스타로 군림하여 팀내 득점 순위 상위권 선수에 올랐다. NHL 올스타전에 3회 출전하였고, 애너하임 덕스의 일원으로 2007년 스탠리 컵에서 우승을 차지했다.
캐나다 대표팀의 일원으로 다수의 국제 대회에 참가하였다. 캐나다 역사상 가장 뛰어난 경기 성적으로 우승을 차지한 2005년 세계 주니어 선수권 대회 당시 캐나다 대표팀의 일원이었으며, 2008년 세계 선수권 대회에서는 은메달을 획득하였다. 또한 올림픽에 2번 출전하였으며, 2010년과 2014년 동계 올림픽 두 대회에서 금메달을 획득하였다.

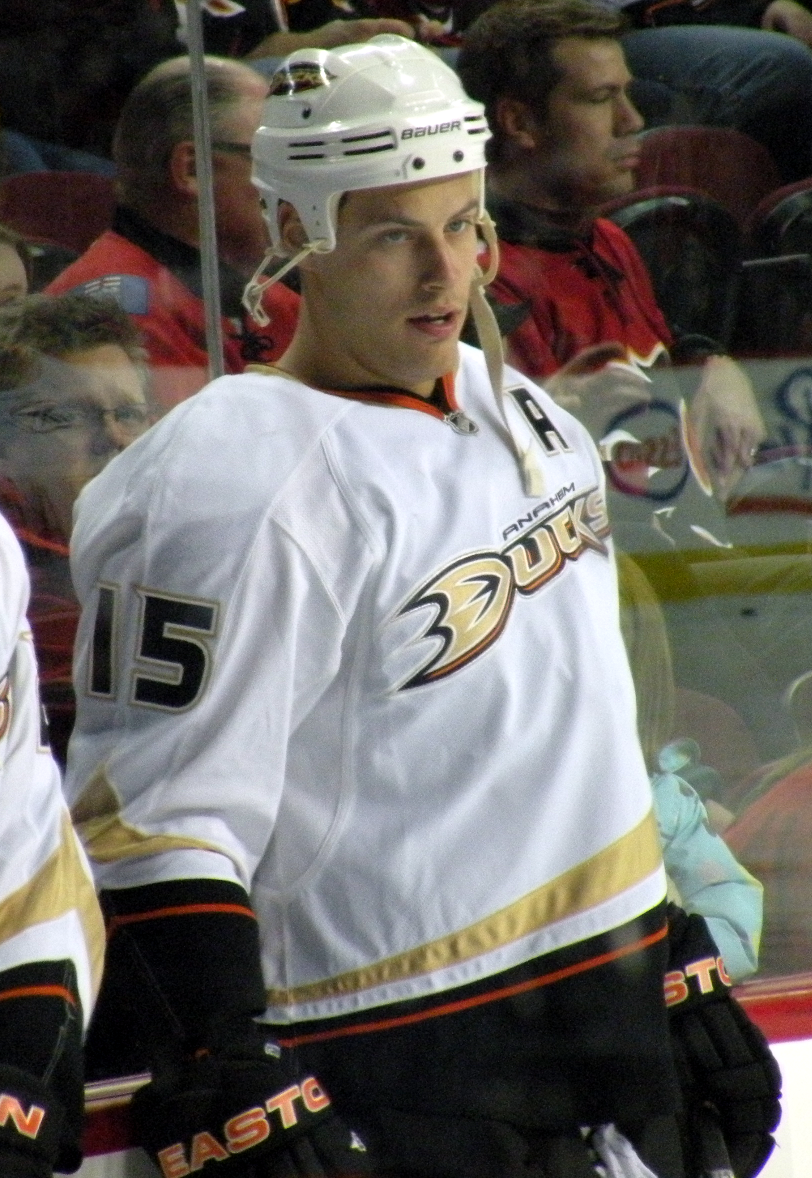
2010년 캘거리 플레임스와의 경기 당시의 게츨러프

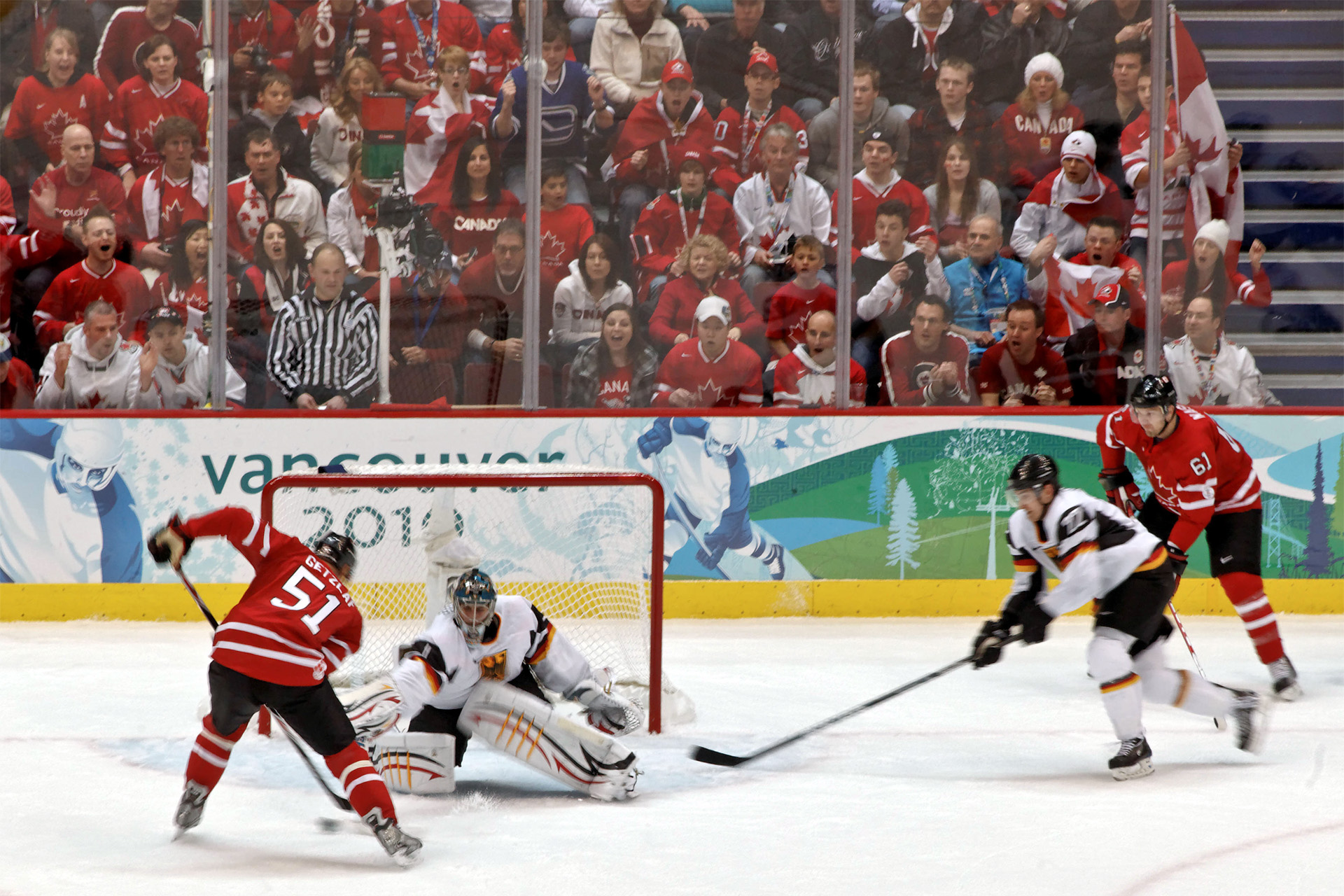
2010년 동계 올림픽 당시 독일 대표팀의 골텐더 토마스 그라이스를 상대로 슛을 시도하는 게츨러프